# Leichttraktor
Le Leichttraktor, ou Kleintraktor ou VK-31 était un type expérimental de char d'assaut Allemand conçu entre 1929 et 1930. 4 prototypes ont été produits entre 1930 et 1934 avec des variétés dans l'armement, l'équipage, le poids et ou les suspensions.

## Historique
Parallèlement au développement du Grosstraktor par les firmes Rheinmetall-Borsig, Krupp et Daimler, le Heereswaffenamt demande l'étude d'un char léger. En 1928, Rheinmetall (après la mise au point de canons automoteurs sur châssis civils WD Schlepper) et Krupp signent un contrat pour la création d'une plate-forme chenillée pouvant être déclinée en transport de troupes, en tracteur d'artillerie, en automoteur d'artillerie ou en char léger. Les quatre prototypes élaborés sont référencés en « tracteur léger » pour masquer leur vocation militaire. Ils s'inspirent des lignes du char suédois Stridsvagn m/21, lui-même découlant des plans du LK II allemand de 1918. Ils disposent ainsi d'une tourelle biplace à l'arrière accueillant un canon antichar léger, l'avant étant occupé par le moteur. Un opérateur-radio constitue le quatrième homme d'équipage. En 1930, les démonstrateurs sont expédiés en Union Soviétique pour être testés en secret à l'école de blindés de la Kama. S'ils ne sont pas retenus pour une production en série, ils permettent aux firmes d'élaborer des solutions techniques pour la conception de char de combat. L'étape suivante sera la réalisation d'un char léger armé de mitrailleuses : en 1933, le prototype LKA de Krupp est choisi pour être le support d'un premier panzer marquant la (re)naissance d'une arme blindée allemande. Ce 1A La.S Krupp sera rebaptisé Panzerkampfwagen I.

## Voir aussi

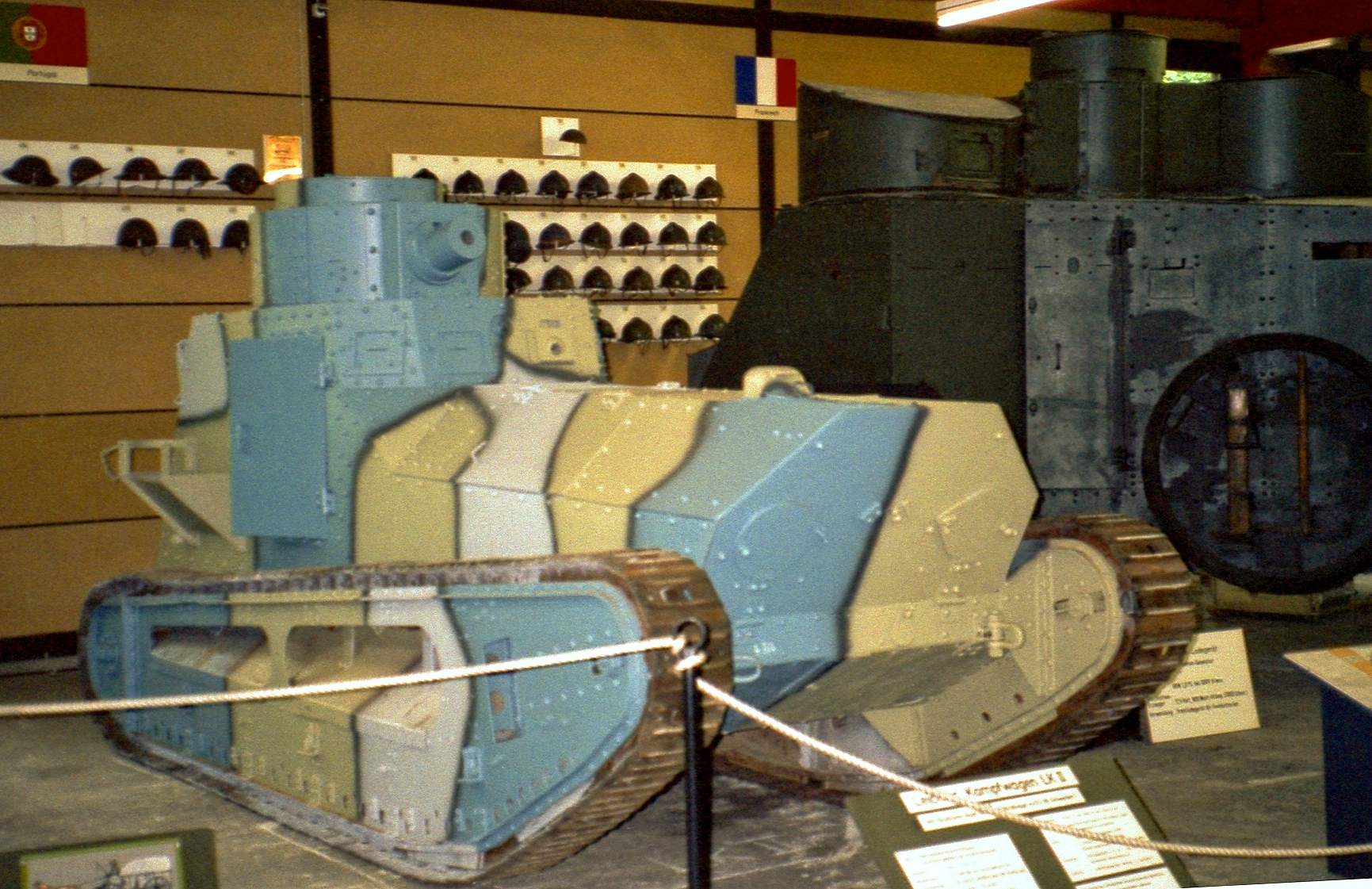
Un char suédois Stridsvagn m/21-29 conservé.